# Gnophos cyanea
Gnophos cyanea là một loài bướm đêm trong họ Geometridae.